# Monika Beckerle
Monika Beckerle (* 14. September 1943 in Friedberg, Hessen) ist eine deutsche Schriftstellerin.

## Leben
Monika Beckerle verbrachte ihre Kindheit und Jugend in Kaiserslautern und Ludwigshafen. Sie studierte in Worms an der Erziehungswissenschaftlichen Hochschule Pädagogik. Beckerle arbeitete dann bei Zeitungen als freie Mitarbeiterin und als Lektorin in Dudenhofen bei Speyer.
Sie ist Mitglied des Literarischen Vereins der Pfalz und im Förderkreis Deutscher Schriftsteller Rheinland-Pfalz.

## Stipendien und Auszeichnungen
- 1977: Prosapreis der Literarischen Union Saarbrücken
- 1982: Stipendiat des Landes Rheinland-Pfalz mit Aufenthalt in Amsterdam
- 1983: Förderpreis für Literatur des Bezirksverbandes Pfalz[2]
- 1993: Fasanerie-Schreiberin in Zweibrücken

## Werke
- Der gestohlene Rosenkranz, Roman. Marsilius 2007, ISBN 978-3-929242-43-0.
- Von Wegen, Eine Anthologie des Literarischen Vereins der Pfalz, Landau 2005, ISBN 978-3-929242-38-6.
- Mut zum Glück, Roman. Eigenverlag 2002.
- Die Geliebte, Roman. K. F. Geissler 1997, ISBN 978-3-933086-43-3.
- Die fremde Frau, Eine Erzählung. Pfälzische Verlagsanstalt 1993, ISBN 978-3-87629-242-7.
- Depression, Leben mit dem Gesicht zur Wand, Erfahrungen von Frauen. Fischer 1992, ISBN 978-3-596-24726-4.
- Dachkammer und literarischer Salon, Schriftstellerinnen in der Pfalz, Werkauswahl und Portrats. Pfälzische Verlagsanstalt 1991, ISBN 978-3-87629-185-7.
- Der Toten Tanz. Pfälzische Verlagsanstalt 1991, ISBN 978-3-87629-218-2.
- Mich wundert, daß ich fröhlich bin. Pfälzische Verlagsanstalt 1989, ISBN 978-3-87629-169-7.
- Der Gaukler Goggolori auf seiner wunderbaren Reise durch den Landkreis Ludwigshafen. Grünstadt (Pfalz),  Regensburg, Garamond 1986, ISBN 978-3-922579-18-2.
- Schattenliebe, Gedichte. Pfälzische Verlagsanstalt 1985, ISBN 978-3-87629-083-6.
- Das Kartenhaus. Roman. Pfälzische Verlagsanstalt 1983, ISBN 978-3-87629-041-6.
- Lenz in Landau und andere Erzählungen. Hrsg. Literar. Verein d. Pfalz 1981.
- Ein Sommer in Antibes. Ellenberg 1978, ISBN 978-3-921369-38-8.
- Menschen und Masken. Ellenberg 1978, ISBN 978-3-921369-51-7.